# Aéroélasticité
L’aéroélasticité étudie les vibrations des structures élastiques dans un écoulement d'air. Une structure souple comme une aile d'avion ou un grand pont comme celui de Millau, peut se mettre à vibrer à cause de l'écoulement d'air. Celui-ci est dû à la vitesse de l'avion ou bien au vent dans le cas des ouvrages de génie civil.

## Origine des vibrations
Les causes de ces vibrations se séparent en deux grandes familles :
- les vibrations induites par les variations dans le temps de la vitesse de l'écoulement, présentes même lorsque la structure est immobile. C'est le cas de la turbulence atmosphérique ou plus simplement des rafales de vent[1]. On parle alors de « vibrations induites par la turbulence » (en anglais Turbulence-Induced Vibrations ou TIV). Il existe aussi dans le sillage de certaines structures des lâchers périodiques de tourbillons qui peuvent entrer en résonance avec la structure. On parle dans ce cas de « vibrations induites par vortex » (en anglais Vortex-Induced Vibrations ou VIV) ;
- la seconde famille de vibrations est moins évidente alors qu'elle est souvent plus dommageable. Par exemple le mécanisme à l'origine de la destruction du pont de Tacoma entre dans cette catégorie. Elle est due à un effet de vitesse moyenne de l'air dont l'écoulement se couple avec le mouvement de la structure[2]. On parle alors d'« instabilité aéroélastique », ou, dit autrement, de « vibrations induites par le mouvement » (en anglais Movement-Induced Vibrations ou MIV). On trouve aussi le terme de « flottement » qui est un terme générique pour des phénomènes de couplage aéroélastique[3],[4].

### Induction par la turbulence
Les vibrations induites par la turbulence résultent du fait que la vitesse du vent n'est jamais constante et qu'elle évolue aussi bien dans le temps que dans l'espace. Il s'ensuit des efforts aérodynamiques non constants qui peuvent faire vibrer une structure. Dans le cas d'un avion la variation de la densité de l'atmosphère traversée par l'engin engendre une problématique similaire. Les vibrations induites par la turbulence sont un problème important pour les constructeurs de grands ponts suspendus et haubanés car ces structures sont très souples pendant les phases de construction. Par ailleurs, une structure aux formes complexes soumise à un écoulement d'air engendre sur elle-même une turbulence qui agit en retour sur la structure. C'est le cas par exemple du phénomène de tremblement pour les avions et qui peut en limiter la vitesse de vol.

### Induction par vortex

Simulation du détachement tourbillonnaire dans le sillage d'un tube de section carrée.

Les vibrations induites par vortex concernent essentiellement les cylindres allongés et ont été étudiées particulièrement sur le cylindre circulaire. En aéroélasticité, les vibrations engendrées par le détachement de tourbillons alternés (les tourbillons de Bénard - Von Karman du nom de leurs premiers découvreurs), sont rarement dommageables même en cas de résonance. En effet, les amplitudes de vibrations atteintes sont très fortement dépendantes du rapport de masse entre la structure et le fluide qui l'entoure. Plus ce rapport est grand, plus les amplitudes sont faibles et en aéroélasticité les rapports de masse entre la structure et l'air sont évidemment très grands. Ce n'est pas le cas des structures au large des côtes soumises aux courants marins, pour lesquelles les vibrations induites par vortex constituent un problème majeur.

### Induction par le mouvement
Les vibrations induites par le mouvement sont dues à des instabilités aéroélastiques qui se déclenchent lorsque la vitesse moyenne du vent est supérieure à une « vitesse critique ». L'enjeu des études et recherches porte généralement sur la détermination de cette vitesse critique, lorsqu'elle existe, et est de faire en sorte qu'elle ne soit jamais atteinte. Par exemple pour un avion on s'arrange pour que cette vitesse critique soit supérieure à la vitesse atteignable par l'engin. De même pour une structure de génie civil on vérifie que la vitesse maximale du vent donnée par la météo du site d'implantation reste inférieure à la vitesse critique. Comme il est courant dans les autres domaines d'ingénierie, il convient d'appliquer un coefficient de sécurité.

## Instabilités aéroélastiques
Il existe plusieurs sortes d'instabilités aéroélastiques, souvent qualifiées sous le terme générique de « flottement » :

### Flottement classique
Le flottement classique concerne généralement les profils d'aile souples. Il résulte d'un couplage des mouvements de torsion et de flexion de l'aile dont les fréquences naturelles sont modifiées par les forces aérodynamiques. Si les fréquences de torsion et de flexion se rejoignent pour une vitesse de vent donnée, la dynamique du système devient instable en ce sens que le mouvement sera fortement amplifié et conduira généralement à la destruction de l'engin. Dans ce problème, l'écart de fréquence naturelle entre le mouvement de torsion et celui de flexion est fondamental : plus celui-ci est grand, plus la vitesse critique sera grande. Cette instabilité porte également le nom d'« instabilité par confusion de fréquence ».

### Flottement de décrochage
Le flottement de décrochage concerne les structures de génie civil souples qui ne sont a priori pas aussi bien profilées qu'une aile d'avion. Il s'agit d'une instabilité qui s'applique à un mouvement de flexion seul, ou de torsion seul. Les efforts engendrés par le vent déforment la structure. Cette déformation modifie l'écoulement d'air, qui en retour modifie la déformation, et ainsi de suite. Au-dessus d'une vitesse critique, il peut arriver que les propriétés aérodynamiques de la structure soient telles que l'énergie de ces oscillations soit captée par la structure qui n'arrive plus à la dissiper. L'amplitude vibratoire augmente progressivement. On parle alors d'« instabilité par amortissement ajouté ». Un exemple très connu est celui du pont de Tacoma qui s'est effondré en 1940 à la suite d'une instabilité de torsion du tablier. Lorsque le flottement de décrochage s'applique à un mouvement de flexion, le phénomène prend le nom de « galop ».